# Битва в Гельголандській бухті (1914)
Битва в Гельголандській бухті (1914) (англ. Battle of Heligoland Bight (1914), нім. Seegefecht bei Helgoland (1914) — морський бій британської та німецької ескадр у Гельголандській бухті, що стався 28 серпня 1914 року в роки Першої світової війни. Ініційований британцями рейдовий напад на німецькі патрульні кораблі, що чергували поблизу північно-західного узбережжя Німеччини, перетворили зіткнення у Гельголандській бухті на першу морську битву у Великій війні.
Битва в Гельголандській бухті відбулася на південному сході Північного моря, коли британський флот 28 серпня 1914 року атакував німецькі патрулі біля північно-західного узбережжя Німеччини. Німецький флот відкритого моря знаходився на базах на північному узбережжі Німеччини, тоді як британський Великий флот курсував у північній частині Північного моря. Обидві сторони здійснили далекі бойові виходи силами легких і лінійних крейсерів, причому британські есмінці проводили ретельну розвідку району моря поблизу німецького узбережжя — Гельголандську затоку.
Британці замислили влаштувати засідку на німецькі міноносці під час їхнього щоденного патрулювання. У визначений район була відправлена британська флотилія з 31 есмінця і двох крейсерів під командуванням комодора Реджинальда Тайрвітта з підводними човнами під командуванням комодора Роджера Кіза. Їх підтримували на більшій відстані додаткові шість легких крейсерів під командуванням Вільяма Гуденафа та п'ять лінійних крейсерів під командуванням віцеадмірала Девіда Бітті.
Захоплений зненацька, поступаючись чисельністю та озброєнням, німецький флот зазнав значної поразки, було затоплено три легких крейсери («Аріадна», «Кельн» і «Майнц») та один міноносець (V187); ще три легкі крейсери («Страсбург», «Штеттін» і «Фрауенлоб») і три міноносці отримали пошкодження. 712 кайзерівських моряків загинуло в зіткненні, 530 дістало поранень і 336 потрапило в полон. Британці зазнали втрат у 35 убитих і 55 поранених; один легкий крейсер і три есмінці отримали пошкодження. Попри різницю між кораблями, які брали участь у битві, її розцінили як велику перемогу в Британії, де радісні натовпи зустріли кораблі, що поверталися.
Бітті вихваляли як героя, хоча він брав мінімальну участь у зіткненні або плануванні рейду, який очолював безпосередньо комодор Тайрвітт і який був задуманий ним і Кізом, який переконав Адміралтейство прийняти план рейду. Зухвала атака могла призвести до катастрофи, якби адмірал Джон Джелліко в останню хвилину не надіслав додаткові сили під командуванням Бітті. Німецький уряд і кайзер зокрема обмежили свободу дій німецького флоту, наказавши йому уникати будь-яких контактів з переважаючими силами противника протягом кількох місяців після цього.

## Передумови
5 серпня 1914 року Велика Британія оголосила війну Німецькій імперії. Протягом кількох перших тижнів війни сухопутна війна призвела до поразки французів та їхніх союзників у Прикордонній битві й німецькому вторгненню до Бельгії та Франції. Британська військово-морська тактика, як правило, передбачала щільну блокаду портів, і це був британський план війни, розроблений проти Німеччини до 1913 року. Основна частина німецького військово-морського флоту — Флот відкритого моря — чисельно переважала британський Великий флот, що дислокувався в рідних водах, і не могла розраховувати на перемогу в загальному бою флотів. Німецьке військово-морське командування прийняло стратегію очікування в захищених портах базування, розраховуючи скористатися можливістю атакувати частину більших британських сил при нагоді. Британці ж прийняли стратегію дистанційної блокади, патрулюючи Північне море, а не води поблизу Німеччини. Не маючи доступу до Атлантики, німецькі кораблі були затиснуті в зоні, де вони не могли атакувати торговельний флот і поодинокі судна союзників. Своєю чергою, щоб максимально втримати Флот відкритого моря у базах, Королівський Великий флот час від часу здійснював набіги та патрулював меншими ескадрами крейсерів і лінійних крейсерів навколишні води.

## Британський план
Задум плану запропонували комодор Роджер Кіз, який командував ескадрою підводних човнів дальнього радіусу дії, які регулярно патрулювали Гельголендську бухту, а комодор Реджинальд Тайрвітт, що командував патрульним есмінцем. Вони запропонували відправити переважаючі сили в темряві, щоб влаштувати засідку на німецькі есмінці, коли вони повертаються після патрулювання. Три британські підводні човни мали спливти на поверхню, щоб відволікти ворожі есмінці назад у море, тоді як більша британська сила з 31 есмінця у супроводі дев'яти підводних човнів відріже їм шлях відступу до Німеччини. Інші підводні човни чекали б на допомогу будь-яких більших німецьких кораблів, у разі їх появи.
Кіз вразив Вінстона Черчилля, першого лорда Адміралтейства, сміливістю свого плану, який було прийнято з деякими змінами. Начальник штабу, віцеадмірал Доветон Старді погодився розмістити лише легші сили, що складалися з крейсерської групи «K» (контрадмірал Гордон Мур) з лінійними крейсерами «Нью-Зіланд» та «Інвінсібл» на північний захід і крейсерське угруповання «C», що складалося з броненосних крейсерів типу «Кресі»: «Кресі», «Абукір», «Хоуг», «Баканте» і «Евріал», що діяли західніше району запланованої операції.
Атака була запланована на 28 серпня. Підводні човни повинні були відплисти 26 серпня, в той час як Кіз вирушав на есмінці «Лурчер», а надводні кораблі відпливали на світанку 27 серпня. Тайрвітт на борту нового легкого крейсера «Аретьюза» командував 3-ю флотилією з 16 сучасних есмінців типу «L», а його підлеглий капітан Вільям Блант на легкому крейсері «Фіерлес» очолював 1-шу флотилії есмінців із 16 старих кораблів. Тайрвітт попросив замінити його крейсер «Аметист», оскільки він був надто повільним, щоб не відставати від його есмінців, але «Аретьюза» прибув лише 26 серпня. Екіпаж цього крейсера був недостатньо навченим і було виявлено, що його нові 102-мм гармати Mk V заклинили під час стрільби.
Адмірал сер Джон Джелліко, командувач Великим флотом, не був повідомлений про план до 26 серпня. Джелліко негайно запросив дозволу надіслати підкріплення для приєднання до рейду та перемістити флот ближче до бойових дій, але йому дозволили лише надіслати на підтримку лінійні крейсери. Джелліко відправив віцеадмірала Девіда Бітті з лінійними крейсерами «Лайон», «Квін Мері» і «Принцес Роял»; і Гуденаф з 1-ю ескадрою легких крейсерів з крейсерів «Саутгемптон», «Бірмінгем», «Фалмут», «Ліверпуль», «Лоустофт» і «Ноттінгем». Джелліко відплив на південь від Скапа-Флоу разом із рештою флоту. Підводним човнам типу «E» E4, E5 і E9 було наказано атакувати німецькі судна, що посилюються або відступають. E6, E7 і E8 вийшли на рубіж на відстані 4 миль (6,4 км) далі, щоб витягнути німецькі есмінці в море. D2 і D8 були розміщені біля річки Емс, щоб атакувати підкріплення противника, якщо вони прийдуть з цього напрямку.

## Битва
Близько 07:00 «Аретьюза», прямуючи на південь до передбачуваної позиції німецьких кораблів, помітила німецький міноносець G194. 16 есмінців 3-ї флотилії міноносців супроводжували «Аретьюзу». У 2 милях (3,2 км) позаду були «Фіерлес» з 1-ю флотилією міноносців із 16 есмінців, а в 7,0 милях (13 км) позаду них був Гуденаф з шістьма крейсерами; видимість була не більше 2,6 морських миль (4,8 км). G194 негайно повернув до Гельголанду, зв'язавшись по радіо з контрадміралом Леберехтом Массом, командиром німецької ескадри. Маас поінформував про це контрадмірала Франца фон Гіппера, командувача ескадрою німецьких лінійних крейсерів і відповідального за місцеву оборону. Гіппер не знав про масштаб атаки, але наказав легким крейсерам «Штеттін» і «Фрауенлоб» захищати міноносці. Легкі крейсери «Майнц», що пришвартувався на Емсі, «Страсбург», «Кельн», «Аріадна», «Штральзунд» і «Кольберг» з річки Яде, «Данциг» і «Мюнхен» з Брунсбюттеля на річці Ельба отримали наказ готовності до бою.
Тайрвітт наказав чотирьом есмінцям атакувати G194 і звук стрілянини попередив решту німецьких есмінців, що рухалися на північ, а ті повернули на південь, до баз. Перш ніж вони змогли завершити поворот, вони були помічені британськими есмінцями, які відкрили вогонь. Був уражений есмінець V1, який йшов позаду, а за ним — міноносці-тральщики D8 і T33. G9 викликав вогонь по атакуючих кораблях береговій артилерії, але туман означав, що артилеристи не могли визначити, кому належать це кораблі. О 07:26 Тайрвітт повернув на схід, щоб прослідкувати на звуки стрілянини з десяти німецьких есмінців, за якими він слідував крізь густий туман протягом 30 хвилин, поки кораблі не досягли Гельголанду, і він був змушений повернути. О 07:58 «Штеттін» і «Фрауенлоб» прибули, змінивши ситуацію таким чином, що британські міноносці були змушені відступити в напрямку «Аретьюзи» і «Фіерлеса». «Штеттін» відступив, оскільки німецькі міноносці втекли, але «Фрауенлоб» був обстріляний «Аретузою». «Аретьюза» був краще озброєний, але дві з чотирьох 102-мм гармат заклинило, а ще одна була пошкоджена вогнем. «Фрауенлоб», озброєний десятьма гарматами калібру 105-мм, завдав значний шкоди перед тим, як снаряд однієї з двох 152-мм гармат «Аретьюзи» зруйнував його місток, убивши 37 людей, включаючи капітана, й змусивши німецький корабель відступити та повернутися до Вільгельмсгафена сильно пошкодженим.
О 08:12 Тайрвітт повернувся до початкового плану, щоб пройтися рейдом зі сходу на захід. Було виявлено шість німецьких есмінців, які розгорнулися, намагаючись втекти, коли V187 повернув назад. Німецький корабель побачив попереду два крейсери, «Ноттінгем» і «Лоустофт» з ескадри Гуденафа, і спробував зненацька пройти крізь британські есмінці, але був оточений вісьмома міноносцями і потоплений. Коли британські кораблі почали рятувати вцілілих з води, німецький легкий крейсер «Штеттін» наблизився та відкрив вогонь, змусивши британців припинити порятунок. Британський підводний човен E4 спостерігав за цією дією і запустив торпеду в «Штеттін», але промахнувся; «Штеттін» спробував протаранити субмарину, яка пірнула, щоб втекти. Коли Е4 знову сплив на поверхню, великі кораблі пішли, і підводний човен врятував британських членів екіпажу на плаву в невеликих човнах разом з німцями, що вижили.
Бітті усвідомив, що зайшов досить далеко і ризик наразитися на важкі німецькі кораблі став занадто великий та й за повідомленнями есмінців німецькі кораблі почали скидати плаваючі міни. Тож о 13:10 він дав сигнал відходити. Лінійні крейсери відхилилися на північ, поступово розвертаючись на курс додому — на захід. На зворотному шляху о 13:25 їм потрапив ушкоджений «Кельн». О 13:35 два залпи впритул з важких гармат відправили німецький крейсер на дно. Лінійні крейсери, побоюючись підводних човнів, не зупинилися для порятунку тих, хто тоне, тому разом із «Кельном» загинув майже весь його екіпаж, включаючи контрадмірала Маасса, — з 380 чоловіків екіпажу німецького крейсера врятуватися вдалося лише одному кочегару.
О 13:08 перекинувся та затонув «Майнц». Британським кораблям вдалося підняти з води 348 із 380 осіб екіпажу. Із 60 поранених частина не дожила до приходу до порту. Лінійні крейсери Бітті дали ще кілька залпів з великої відстані по «Страсбургу» і «Штетіну», що знаходилися в тумані, але влучень не домоглися. До 14:00 усі британські кораблі вирушили додому, не спостерігаючи жодного німецького корабля. Бій завершився.